# 三国群英传系列
三国群英传系列是由宇峻奧汀（原奥汀）公司出品的以三国为背景的对战游戏系列。现已推出8部单机游戏作品和2部网络游戏作品。中国大陆单机简体版的发行工作曾由寰宇之星负责，《三國群英傳8》开始则由凤凰游戏负责。

## 单机游戏系列
| 1998 | 三國群英傳    |
| 1999 | 三國群英傳II  |
| 2000 |               |
| 2001 | 三國群英傳III |
| 2002 |               |
| 2003 | 三国群英传IV  |
| 2004 |               |
| 2005 | 三國群英傳V   |
| 2006 | 三國群英傳VI  |
| 2007 | 三國群英傳VII |
| 2008 |               |
| 2009 |               |
| 2010 |               |
| 2011 |               |
| 2012 |               |
| 2013 |               |
| 2014 |               |
| 2015 |               |
| 2016 |               |
| 2017 |               |
| 2018 |               |
| 2019 |               |
| 2020 |               |
| 2021 | 三國群英傳8   |

### 三國群英傳
发行时间：1998年2月
- 內政模式 內政為每年一次，该模式下可以尋找武將、武器、兵符、陣型等，給武將配上武器裝備，學會各種兵種陣型。另外還可以招納降將、查看資料、增補城防、開發人口、升遷武將等。
- 戰略模式 內政結束進入戰略模式，大地圖上可以融資征兵、調兵遣將，調查敵情，進而制定是要集中力量作為主力部隊征戰，還是分配隊伍進行偷襲迂回等。可攻擊所看中的城池，或守備敵軍的侵犯。
- 戰爭模式 此为系列遊戲的重頭戲。當部隊和敵方碰面，或部隊攻城，就會進入戰爭模式。該模式是以淘汰形式，當某一方武將全部敗北，則可以判定勝負。開戰時，雙方各選出一隊伍進行PK，主要判断依據有：武將能力、武將技、部隊質量、兵種相克。當一方的武將HP為0或逃跑，就算对方勝利，若時間為0時未分胜负，則判定雙方平手。遊戲中，武將只要打勝仗就會獲得經驗值，只要達到一定的等級，就會升職，同時獲得一項更新更強的必殺技。而每名武將可升3次職，最終可以擁有4項必殺技（在遊戲開始時每名武將就已經有了一項必殺技）。

### 三國群英傳II
发行时间：1999年7月1日
- 經營模式 每年進入一月時就會進入內政經營模式，此時，玩家所占領的城市都會有稅收進帳。在此模式下，可以進行搜索和內政開發等內政指令。每個武將每次只能執行一次內政指令。如果有武將正在出征的路上或在內政期間沒有進城，則該武將便不再能執行內政指令。 “開發”的指令可提升城市的人口數和防御度，每個城市人口的上限都是1,000,000。人口數的提高將使此城能有更多的稅收並提高預備兵上限。每個城市的防御度的最高上限是999，該城防御度的提高可以提升守城一方的防御力，而且，對於城市的預備兵補充速度及城內武將的體力和技力的恢復都有正面的影響。需要注意的是，在城內的戰鬥將使城市的人口減少，比如城市淪陷敵人手中，不但該城市的人口數銳減，城內的金錢也將全部流失，且城市的防御度也會相應下降。 通過“搜索”指令可以找到武將，更多的是找到諸如武器、馬匹、兵符和特殊物品。搜索到的物品和戰鬥時繳獲的戰利品可以通過“使用物品”分配給所需武將，用於提高武將的能力或忠誠度。也有一些物品需要武將的等級或是能力達到一定的要求才能使用。 在城市較多時，也可以用“自治施行”這個指令使某一城市自動使用搜索和開發。但在此模式下找到的物品將不會顯示，除非能夠找到人才。
- 大地圖模式 在內政經營模式終了後便自動進入此模式。玩家有一年的時間來調兵遣將，進行組織兵團出擊，防御敵人攻擊或分配調度屬於自己的武將。在此模式下每個城市的金錢會隨時間而自行轉化為預備兵。每增加一個預備兵所需金錢為100個單位，只有金錢用光或是預備兵數達到最大上限時才會停止。同時，在大地圖上會顯示許多飄揚著不同顏色旗幟的城市及城市間的道路以及在路線上移動的兵團部隊。在此模式下能夠執行“城內指令”和“兵團指令”。從而完成部隊的征兵、組隊、出征、及任命太守和軍師。而“兵團指令”將對組隊後形成的兵團進行控制，如：變更行軍目的城市、部隊駐防和回城等。
- 戰鬥模式 在大地圖模式下，兩個所屬不同國家的兵團相遇，或一方的兵團進入另一方的城市時，就會進入戰鬥模式。 首先進入戰前准備，交戰雙方的人馬會同時出現在屏幕兩邊，交戰規則采用淘汰制，每次各派一名將領出戰。勝利的武將可再次出戰，而敗陣或平手的武將便無法再出陣。直到一方不能再派出武將為止。而在此可對武將的出戰順序、陣形的選擇、武將在陣形中的位置以及軍師指令進行調配。當然，如果看出大事不好，也可選擇退兵。若連續退兵三次而未能進城休息，第四次退兵時將會全軍被俘。戰鬥方式仍和一代相同。戰爭結束之后開始清點俘虜。可對其進行勸降、斬首或者釋放。

《三國群英傳Ⅱ》延用了一代的升級方式，武將參與戰鬥將會獲得經驗值，而武將等級的提高會增加其體力和技力的最大值，同時，能增加5個帶兵量。升到20級時便能帶一個百人隊。自20級開始，等級每升1級，便能多帶5個騎兵。直到成為由100名騎兵和100名步兵組成的200人的龐大隊伍為止。武將在升級後也可通過覺醒而獲得新的武將技和軍師技，每個武將所能掌握的技能將不再一致，且等級也决定能否裝備強力武器。和一般的RPG遊戲一樣，武將所獲得的經驗值的多少，視其擊敗的對手等級而定。在戰鬥中將敵人打下馬來更會獲得額外的經驗值，且如果兵團獲勝，該兵團中未出戰的武將也能獲得少許經驗值。武將在參加戰鬥時會增加疲勞度，疲勞度的增加和耗在戰場上的時間無關。當疲勞度達到60以上時開始降低武將的士氣，而其士氣值會影響武將的戰鬥力，士氣低於50時，在戰場上就會出現士兵開小差的現像。武將需要回城裡休息以降低疲勞度。休息補充體力和技力的恢復速度同太守的智力有關，太守的智力越高，恢復速度就越快。如果在城寨裡休息，只能補充體力和技力，無法將金錢轉化成士兵，所以也就無法改變武將所帶的兵種和數量。

### 三國群英傳III
发行时间：2002年1月25日
- 内政本作改變了內政系统形式。之前的內政方式都是以部下人數來決定工作量，人越多就可以做更多事，而新的回合制則是依照君主的勢力大小而有不同的下指令數目，表面上雖然指令數減少，但是原本只能每年做一次內政事務，現在則改為每個月都可以下指令，因此會有更充裕時間，發動戰爭也將併入到內政模式中，玩家不會有多線作戰的煩惱。隨著遊戲的進行,將會發生許多的歷史事件。并新加入了歷史故事模式，另外三代新增了「自設武將模式」，玩家可以自行調整多項能力設定和臉譜，創造出屬於自己的角色。
- 野战 本作的城池及重要據點新增了各式不同的地形，必須搭配不同的陣形才能使戰爭行動更順利。相比前兩代中的簡單玩法更能表現出真正歷史戰爭中的地形因素。野戰進行中，軍師可以依部隊的需要而施展足以改變戰局的軍師技。軍師施展軍師技每回合以一次為限，對敵我軍團施展軍師技，而施展成功率或是距離將會因軍師的等級而提升。軍師技的學習和武將技是一樣的，必須經由內政中的整備指令，用功勳值學習而來。
- 百人战 比前一代，雙方的帶兵上限又再次加倍，達到了400人。同时現在每位將軍可以率領不同的兵種，加上不同的陣形，能產生許多戰術的變化，例如：可以在前方佈置槍兵來作肉搏戰，後方則是用長距離攻擊的弓箭兵，這樣長短攻擊搭配起來士兵就會變很強。 能夠一擊逆轉的武將技一直是群英傳的特色之一，三代中每個武將都新增了更多武將技，且武將技的施展会受到地形、氣候、日夜的影響，例如火箭、炬石轟這一類的武將技在雨天時便不能使用。除了武將技和軍師技，三代还新增了一項武將新的技能：必殺技。必殺技是由武將在百人戰中自動施展出來，並不消耗體力和技力。而武力、智力越高的人，施展必殺技的機率便越高。必殺技的獲得是由擊敗對手而自動學習，但條件是必須以單挑取勝。即使在百人戰中不利的狀況，也有可能因必殺技的出現而逆轉獲勝。

### 三国群英传IV
发行时间：2003年1月
- 即时系统 本作改为即時系統，是系列首款即时战略游戏。所有事件、指令、行軍的進行，不再是以年、月為單位的回合制進行。所有的部隊可即時且自由在大地圖上移動，不再受限於各城市之間的固定路線，能以整個部隊最適合的路線前進。更不受限於只能往特定的目標（城市及據點）進攻或防守，可以移動到地圖上的任何一點。也不再須要同過去一般，只有在每月指令之時，才能對部隊進行變更及控制。
- 内政系统 內政配合即時化進行了全面的調整。首先，內政指令的施行不再受到回合的限制，隨時都可以進行。同時，更加強調施行文官的能力所造成的影響，主要改变是因應即時化的結果，能力不同的武將，在實施同一個內政指令時，所花費的時間也會有所不同。 再者，在所能實行的內政數量上，也不同於三代的以勢力範圍為依據，或過去的以部將總數為依據。擁有能力強大的文官，便可以在較短的時間內完成內政的項目。相對的，便能施行更多的內政項目。
- 千人战系统 對戰从一將領兵的部隊戰升级至最多五對五的集團戰。場面更加浩大。除前作的武將技、多種不同兵種的混合部隊、武將特有的必殺技、強化能力的座騎之外，增加了讓武將可以自由變更武器的功能。比如能使用長距攻擊武器，弓。
- 事件系统 除了即有的三國時代大事之外，事件系統之中还增加了因應勢力、君主、情勢等等的不同而各種假設可能存在的事件。伴隨著更多事件加入，也增加了更多可以取得的物品，在物品的管理上除了前作的丟棄，还增加了賣掉換成金錢的选项。
- 2003年4月發行的資料片《四神獸傳說》中，後期會出現隱藏地圖邪马台国，打倒這個來自東方的威脅後，还会發現另外更多仙山洞府，秘境魔窟，以及傳說的四神獸會出現[1]。
- 该作是系列中唯一一款有主題曲的作品。主題曲歌名为《相逢在夢中》，演唱者陈绮萱，作詞作曲为陳忠義。[2]

### 三國群英傳V
发行时间：2005年2月1日
- 地图系统 『三國群英傳V』中，大地圖系統再度升級進化，軍團的移動必須考慮地理形勢，山脈、河流、海洋等天然障礙將實實在在的區隔地形，同時大地圖上也分布著易守難攻的城池、封鎖陸路的關卡，以及箝制水路的港口，所有建築物皆有其獨一無二的戰略地位。另外，『三國群英傳V』大幅增加了河流、湖泊、海洋等水域的分佈，軍隊須由各港口乘船出航，方可藉由水路進行移動。由於船隻的航行速度遠高於陸地行軍，並且可以藉由連接的水域到達陸路已遭封鎖的區域。
- 内政系统 本作以輕鬆的指揮內政施行为目标，在內政上也進行了全面的調整。其中最大的改變在於建物能夠指派不同的部隊，同時進行開發、訓練、徵兵、治安等內政工作。實施內政的效果以及成功率，與執行部隊所持有的能力成正比，執行不同的內政工作時，所需要的能力也會有差異。同时，即使完全不去指派各內政工作的執行部隊，建物中的閒置部隊還是會自動自發的遞補無人負責的工作崗位。另外，為了使遊戲的步調更為順暢，在《三國群英傳V》中，每隔三個月將執行一次季內政，玩家可以在季內政模式中統一處理諸如：官職冊封、裝備更換、物品買賣、招降敵將等等軍務。為了體貼玩家在後期要處理大量軍務的辛勞，季內政模式中提供了許多方便的自動處理按鈕，玩家只要设定執行原則，就可以處理完畢大批的冊封、招降等軍務。
- 千人战系统 本作再次提昇了參戰士兵人數。每支部隊的最大士兵數由四代的500人，擴充編制為1000人。《三國群英傳V》还重新調整了千人戰的控制介面，除了能夠同時對全體兵將下達命令外，更能夠單獨指揮任何一個武將或小隊，不只部隊戰力的運用更為靈活，各小隊兵種的聯合作戰方式也可以千變萬化。
- 事件系统 本作特別大幅度擴充了遊戲中的事件類型及數量。當玩家在大地圖上行軍時，不僅要留意敵人的動向，路途上也可能出現山賊攔路打劫、或是猛虎阻礙要道等千奇百怪的事件。同時在《三國群英傳V》中，城池、關卡、港口也不只是單純的建築物而已，所有的據點都有可能因玩家的所作所為而發生種種事件，強徵重稅可能發生暴民劫掠、人口外移等災禍。若是僅徵收少許稅金，城內又治理得井井有條，城內的人民就有可能主動贈送寶物，甚至是爭先恐後的加入軍隊。豐富多變的建物事件使《三國群英傳V》的內政建設充滿了驚奇。三國名將們在《三國群英傳V》中更有個性。若是麾下武將的忠誠過低，又得不到適當的賞賜與安撫，會大大增加他叛逃他國的念頭。如果玩家的聲勢壯大，連敵軍的武將都有可能慕名而飛奔來投。

### 三国群英传VI
发行时间：2006年1月20日
- 剧情事件 本作安排了許多的劇情事件，在呈現故事劇情的同時，也將更多的主控權交給玩家，『三國群英傳VI』中，這些攸關天下局勢的抉擇都將由玩家自行決斷，玩家的一舉一動都有可能牽動前所未聞的三國歷史，創造出全新的傳奇。此外，除了家喻戶曉的三國故事，『三國群英傳VI』還增加了許多全新的劇情，從僅見於雜記野史的神兵名駒，各據山頭的盜賊流寇，甚至是兄弟作『三國群英傳Online』的原創人物，以及自設武將才能觸發的特殊事件。
- 武将特色 本作為了強化各武將獨特的魅力，特別賦予了多數武將1~3個各不相同的特性。例如：

1. 「搶奪」：有少許機會在戰後奪得敗方裝備的道具，甘寧、程遠志這類有盜賊背景的武將特有。
2. 「驍勇」：呂布、張飛這類猛將所具備的特性，能夠提高必殺技出現率。
3. 「一騎」：在單挑時，大幅加快氣力的上升速度，關羽、孫策這類擅長單挑的名將所擁有的特性。
4. 「銅鎚」：有機會在千人戰中以銅鎚飛擲敵將，追擊敗逃敵將時，施展的機會將大幅上升。
5. 「擅謀」：施展軍師技消耗的技力減少三成，是諸葛孔明、司馬懿等名軍師的特性。
6. 「水戰」：在水面地形戰鬥時，武力、智力、移動速度、命中率都有特別的加強，為東吳名將專用。
7. 「馴虎」：有機會一進入千人戰，立即喚來1~5頭猛虎助陣，是南蠻武將的專屬特性。

- 衝陣对决 『三國群英傳VI』新增了「衝陣」系統，玩家可施展軍師技，預先將編制外的衝陣隊派遣至戰場，協同本軍作戰，同時還可以透過視覺化的衝陣佈置圖，自由安排各衝陣隊的隊形陣列。衝陣隊的類型多樣化，速度、特性、攻擊方式都有所差異，使得組合相當丰富。

### 三國群英傳VII
发行时间：2007年12月19日（正体版）、2009年1月1日（简体版）
- 戰場模式 集結了歷代群英傳之大成，本作不但大幅提升士兵外觀的精細度，並新增許多武將特技，以更洗煉的方式，呈現出千人會戰的浩大場面。本作同時將增加嶄新的戰場模式。新戰場模式將以與千人戰場完全不同的風格來呈現。
- 復合兵種 增加許多特殊的復合兵種，這些復合兵種各自具備獨特的戰技與特殊的兵種屬性，可讓玩家依照各種戰況來配置所需的兵力，使得領兵作戰更具彈性。而各个兵種除了原有二階的升級之外，還可蛻變成更強力的三階精銳士兵。三階的精銳士兵外型更特殊，具備接近武將的戰鬥能力。本作中，士兵主要有以下的三階進化：
  1. 刀、劍兵可進階為『神劍禁衛』
  2. 槍、戟兵可進階為『神槍禁衛』
  3. 騎兵可進階為『狻猊鐵騎』
  4. 近衛兵可進階為『星官』
  5. 炮兵可進階為『龍炮禁衛』

- 強化系統 本作新增裝備物品的強化系統，讓玩家可以自行打造各式神兵。玩家可以藉由入手特殊的“鍛造書”，來進行裝備的合成鍛造。鍛造出的裝備除了数值优秀外，還可以有各種特殊效果。前作中玩家們耳熟能詳的神兵，如青龍偃月刀、丈八蛇矛以及方天畫戟等，也隨鍛造系統加以調整。此外還設計了特殊鍛造的功能，經過特殊鍛造後的武器，可以機率性發動強大的武器技能，威力超过武將必殺技，著名的武器如『冰凰炎鳳』等還有原創的武器必殺技。
- 情義組合技 本作将武將間的事迹化用為武將情義組合技。如大喬，小喬以及貂蟬等人聯手出擊的絕代風華，還有蜀漢五虎將的絕技神威。
- 史實劇本 三國群英傳VII根據史實，增加了許多根據年代觸發的歷史事件讓玩家遊玩；這些事件需要在特定的年代中，擁有關鍵的事物或者位於特定的城池才會觸發。玩家可以從中獲得價值不斐的報酬。
- 虛擬劇本 除了保留三國玩家們所熟知的歷史劇本之外，也將增加全新的虛擬劇本供玩家進行遊戲。全新的虛擬劇本中有新勢力參戰。同时新勢力的君主、武將們都具備驚人的能力。
- 鬥智單挑 前作中的衝陣，於本作中变為軍師獨有的『鬥智單挑』機制。根據武將的智力，可以在衝陣布局中控制更多的單位，以衝破對手的陣地為目的的對決，勝利的一方還可以直接俘虜敵將，是本作在戰場上的最大特色。

### 三國群英傳8
2018年1月27日，宇峻奧汀在台北國際電玩展宣布開發計劃開始。
發行時間：2021年1月12日

## PC线上游戏系列

### 三國群英傳Online
「三國群英傳Online」为三國時期背景的大型多人線上遊戲。遊戲中的畫面場景、人物形象都是根據三國時期的真實歷史背景所製作的。遊戲不僅擷取了由奧汀科技所製作的「三國群英傳」獨有的特色及遊戲樂趣，更透過萬人連線的平台使玩家能夠在遊戲中與全球的玩家一同展開戰爭。
遊戲中的士兵、武將、城池等元素都經過精心設計，使得整個遊戲更加真實有趣。士兵有等級之分外，還有生命力的差異，玩家需要根據士兵的能力來合理安排，才能在戰場上取得勝利。同時，遊戲中加入了副本挑戰的元素，玩家可以透過組隊來合作一同挑戰各種強力的敵人，並且在戰鬥中獲得豐富的經驗和道具，提升自己的能力。在遊戲的戰場部分，也以全新的繪圖方式表現，使玩家可以自由調整戰場的角度，以方便掌握戰況，占據城池建立自己的勢力。遊戲后续更新陸續加入了各種有趣的內容，例如武魂擂台、跨服國戰、世界BOSS等。
2021年6月17日，三國群英傳Online回歸原廠直營。原廠通过玩家的問題和反饋優化遊戲系統和遊戲體驗更为直接且迅速，為玩家帶來更好的遊戲體驗。另外也讓玩家可以得到更快速、更周到的客戶支援，並且在遊戲中得到更多的支援和指引。
| 版本·资料片                                                        | 测试时间                                                                |
| ------------------------------------------------------------------ | ----------------------------------------------------------------------- |
| 公开测试 1.0.0.0                                                   | - 臺灣：2005年3月22日 - 中国大陆：2005年9月9日                          |
| 群雄争霸 2.0.0.0                                                   | - 臺灣：2005年7月14日 - 中国大陆：2005年11月10日                        |
| 决战赤壁 3.0.0.0                                                   | - 臺灣：2005年11月30日 - 中国大陆：2006年3月2日                         |
| 王者天下 4.0.0.0                                                   | - 臺灣：2006年4月3日 - 中国大陆：2006年6月22日                          |
| - 臺灣：远征西域 - 中国大陆：远征西域 - 日本：羅馬行軍 5.0.0.0     | - 臺灣：2006年11月16日 - 中国大陆：2006年12月7日 - 日本：2009年6月23日  |
| - 臺灣：万夫莫敌 - 中国大陆：万夫莫敌 - 日本：天地覇王 6.0.0.0     | - 臺灣：2007年6月14日 - 中国大陆：2007年7月12日 - 日本：2009年12月8日   |
| - 中国大陆：凭妖创世 6.0.1.8                                       | - 中国大陆：2007年11月30日                                              |
| - 臺灣：横扫千军 - 中国大陆：横扫千军 - 日本：為虎添翼 7.0.0.0     | - 臺灣：2008年6月24日 - 中国大陆：2008年7月15日 - 日本：2010年7月6日    |
| 决战天下 7.5.0.0                                                   | - 臺灣：2009年1月19日 - 中国大陆：2009年3月25日 - 日本：2010年12月22日  |
| - 臺灣：傲视群雄 - 中国大陆：傲视群雄 - 日本：破天動地 8.0.0.0     | - 臺灣：2009年9月9日 - 中国大陆：2009年11月16日 - 日本：2012年7月27日   |
| - 臺灣：枭雄再起 - 中国大陆：乱世称雄 - 日本：双龍飛天 9.0.0.0     | - 臺灣：2010年5月24日 - 中国大陆：2010年6月10日 - 日本：2011年12月21日  |
| - 臺灣：世紀戰場 - 中国大陆：跨世之战 - 日本：彫心玉楼 10.0.0.0    | - 臺灣：2010年10月25日 - 中国大陆：2010年11月30日 - 日本：2012年7月24日 |
| - 臺灣：双新暴袭 - 中国大陆：国战无双 - 日本：開武路航 11.0.0.0    | - 臺灣：2011年6月22日 - 中国大陆：2011年7月20日 - 日本：2012年12月11日  |
| - 臺灣：- - 中国大陆：君令天下 - 日本：有頂天外 12.0.0.0           | - 臺灣：2012年5月14日 - 中国大陆：2013年2月22日 - 日本：2013年8月7日    |
| - 臺灣：武聖闖王陵 - 中国大陆：- - 日本：竜攘虎搏 13.0.0.0         | - 臺灣：2013年4月24日 - 中国大陆：2014年4月25日 - 日本：2013年12月17日  |
| - 臺灣：沐火!武神魂 - 中国大陆：神武东征 - 日本：東雲破暁 14.0.0.0 | - 臺灣：2014年1月22日 - 中国大陆：2014年9月24日 - 日本：2014年12月2日   |
| - 臺灣：黄天再起 15.0 - 日本：黄天再臨 16.0                        | - 臺灣：2014年9月24日 - 日本：2016年8月23日                             |
| - 臺灣：邪王逆襲 16.0 - 日本：邪主逆襲 17.0                        | - 臺灣：2015年2月4日 - 日本：2016年12月27日                             |
| - 臺灣：法老王的诅咒 17.0 - 日本：千年王墓 18.0                    | - 臺灣：2015年7月22日 - 日本：2017年12月12日                            |
| 臺灣: 榮耀霸業 18.0.0.0                                            | 臺灣: 2015年11月18日                                                    |
| - 臺灣：王者爭霸 19.0 - 日本：仙界大戦 19.0                        | - 臺灣：2016年1月27日 - 日本：2018年8月14日                             |
| 臺灣: 封神無雙 20.0.0.0                                            | 臺灣: 2016年7月27日                                                     |
| 臺灣: 九州之霸 21.0.0.0                                            | 臺灣: 2017年1月9日                                                      |
| - 臺灣：武魂紀元 22.0 - 日本：武魂紀元 20.0                        | - 臺灣：2017年7月31日 - 日本：2019年7月9日                              |
| - 臺灣：西域奇聞記 23.0 - 日本：西域奇聞記 21.0                    | - 臺灣：2018年1月29日 - 日本：2020年8月25日                             |
| 臺灣: 戰技無雙 24.0.0.0                                            | 臺灣: 2018年7月23日                                                     |
| 臺灣: 東都洛陽 25.0.0.0                                            | 臺灣: 2019年1月24日                                                     |
| 臺灣: 荒野爭霸 26.0.0.0                                            | 臺灣: 2019年8月5日                                                      |
| - 臺灣：群英爭鋒 27.0 - 日本：群英争覇 22.0                        | - 臺灣：2020年1月13日 - 日本：2021年8月31日                             |
| - 臺灣：武技超群 28.0 - 日本：武技無双 23.0                        | - 臺灣：2020年5月25日 - 日本：2022年10月4日                             |
| 臺灣: 天獄交鋒 29.0.0.0                                            | 臺灣: 2020年8月24日                                                     |
| - 臺灣：樓蘭奇境 30.0 - 日本：楼蘭奇境 24.0                        | - 臺灣：2021年1月25日 - 日本：2023年9月12日                             |
| - 臺灣：浴火重生 31.0 - 日本：浴火重生 25.0                        | - 臺灣：2021年8月12日 - 日本：2024年7月10日                             |
| 臺灣: 殘月幻境 32.0.0.0                                            | 臺灣: 2022年1月20日                                                     |
| 臺灣: 百鬼夜行 33.0.0.0                                            | 臺灣: 2022年8月25日                                                     |
| 臺灣: 諸神黃昏 34.0.0.0                                            | 臺灣: 2023年1月12日                                                     |

### 三国群英传2Online
《三國群英傳 2 Online》是系列首次從2D跨入3D，打破原有的2D橫向捲軸限制進化成3D角色和場景，同時保留了一代的醍醐味，更大幅強化《三國群英傳 Online》的經典要素。宇峻奧汀說明，《三國群英傳 2 Online》開發引擎為「BigWorld」，提供了優秀的繪圖和網路功能。全新的玩法和三國寫實的歷史背景，呈現出大型國戰的浩大場面。

三国群英传2.5 Online

游戏后续更新推出「雙系統」模式，并更名为《三國群英傳 2.5 Online》。更新后提供兩種遊戲模式供玩家選擇，原先《三國群英傳 2 Online》玩法为「經典版」，「競技版」则是以雙方陣營互相攻防為主要遊戲方式，開戰人數以5對5的方式為主，敵我雙方必須擊潰對方的箭塔以及主塔來取得勝利；比起原先玩法更加需要團隊的合作默契。玩家單一帳號可雙開兩個系統，讓玩家在 RPG「經典版」練功的同時，也可以開啟「競技版」進行遊戲。
| 版本·資料片                                                              | 測試時間 |
| ------------------------------------------------------------------------ | --- |
| 公開上市營運                                                             | 臺灣：2009年8月5日 香港：2009年12月23日 中國第九城市：2010年7月27日 日本：2011年9月16日 中國鳳凰遊戲：2020年12月15日 |
| - 臺灣：黄巾逆袭 - 中国大陆：封闭测试 0.4.0.0                            | - 臺灣：2009年11月4日 - 中国大陆：2010年4月2日                                                                       |
| - 臺灣：武魂降世 - 中国大陆：诛神 0.4.2.6                                | - 臺灣：2010年1月27日 - 中国大陆：2010年7月27日                                                                      |
| - 臺灣：血戰虎牢關 0.5.0.0                                               | - 臺灣：2010年4月14日 - 香港：2010年5月20日 - 中国大陆：2010年4月21日                                                |
| - 臺灣：火燒洛陽城 - 中国大陆：火燒洛陽城 - 日本：洛陽炎上 0.5.1.5       | - 臺灣：2010年6月9日 - 中国大陆：2011年1月18日 - 日本：2012年3月19日                                                 |
| - 臺灣：龍圖霸業 - 中国大陆：龙图霸业・公开测试 - 日本：新力勇兵 0.6.0.0 | - 臺灣：2010年8月4日 - 中国大陆：2010年10月15日 - 日本：2011年10月24日                                               |
| - 臺灣：枭雄天下 - 中国大陆：枭雄天下 - 日本：双霸神群 0.7.0.0           | - 臺灣：2011年1月19日 - 中国大陆：2011年6月28日 - 日本：2011年1月19日                                                |
| - 臺灣：義氣相挺 - 日本：真愛成就 0.7.1.6                                | - 臺灣：2011年4月27日 - 中国大陆：2011年9月12日 - 日本：2012年4月23日                                                |
| 日本：暴君落日&大器新醒                                                  | 日本：2012年7月9日                                                                                                   |
| 日本：修罗豪临                                                           | 日本：2012年8月13日                                                                                                  |
| 日本：白雪烽火                                                           | 日本：2012年12月10日                                                                                                 |
| - 臺灣：火戰連環船 - 中国大陆：赤壁之戰 - 日本：火戰連環 0.8.0.0         | - 臺灣：2011年8月3日 - 中国大陆：2012年1月18日 - 日本：2013年1月21日                                                 |
| - 臺灣：神拳無敵 - 中国大陆：神拳無敵 - 日本：拳抜弩張 0.8.1.9           | - 臺灣：2011年11月23日 - 中国大陆：2012年1月18日 - 日本：2012年2月13日                                               |
| - 臺灣：三国群英传2.5 online 決戰時刻 - 日本：猴鶴拳戯 0.9.0.0           | - 臺灣：2012年1月12日 - 日本：2012年12月10日                                                                         |
| 日本：新力重来                                                           | - 日本：2013年3月18日                                                                                                |
| - 日本：蛇虎放勢                                                         | - 日本：2013年6月10日                                                                                                |
| - 臺灣：激戰鬼王殿 - 日本：魔天绝策 1.0.0.0                              | - 臺灣：2012年8月15日 - 香港：2012年10月3日 - 日本：2013年12月9日                                                    |
| 台灣 : 天下布武 日本：東將之風 1.1.0.0                                   | - 臺灣：2013年3月20日 - 日本：2014年4月22日                                                                          |
| 台灣 : 七戰南蠻王 日本：蠻氣迫漢 1.2.0.0                                 | - 臺灣：2013年8月14日 - 日本：2014年7月7日                                                                           |
| 日本：錦上添翼                                                           | 日本：2014年12月8日                                                                                                  |
| 台灣：勇闖火焰山 日本：勇闖焔山 1.3.0.0                                  | - 臺灣：2014年2月19日 - 日本：2015年4月27日                                                                          |
| 楚河漢界1.4.0.0                                                          | - 臺灣：2014年8月13日 - 香港：2014年9月2日                                                                           |
| 星落五丈原1.5.0.0                                                        | - 臺灣：2015年1月21日                                                                                                |
| 幻想三國1.6.0.0                                                          | - 臺灣：2015年8月12日                                                                                                |
| 蒙古帝國 1.7.0.0                                                         | 臺灣：2016年1月27日                                                                                                  |
| 大唐盛世1.8.0.0                                                          | 臺灣：2017年1月27日                                                                                                  |
| 希臘之戰1.9.0.0                                                          | 臺灣：2018年2月7日                                                                                                   |
| 群仙亂舞2.0.0.0                                                          | 臺灣：2019年1月16日                                                                                                  |
| 十殿閻羅2.1.0.0                                                          | 臺灣：2020年1月15日                                                                                                  |
| 君姬天下2.2.0.0                                                          | 臺灣：2021年1月27日                                                                                                  |
| 決戰惡勢力2.3.0.0                                                        | 臺灣：2022年1月19日                                                                                                  |
| 司馬家宴2.4.0.0                                                          | 臺灣：2023年1月11日                                                                                                  |

## 行動遊戲及網頁遊戲
|                      | 首次测试      | 开发商     | 客户端 | 備注                        |
| -------------------- | ------------- | ---------- | ------ | --------------------------- |
| 三国群英传web        | 2014年4月24日 | 宇峻奧汀   | 网页端 | 首次测试暂名「三國群英傳3」 |
| 三国群英传mobile     | 2015年6月12日 | 宇峻奧汀   | 移动端 |                             |
| 三国群英传-争霸      | 2016年5月     | 开心网     | 移动端 |                             |
| 三國群英傳：全球征戰 | 2016年8月     | 真好玩娛樂 | 移动端 | 原名「新三国群英传」        |
| 三国群英传一统天下   | 2017年1月     | 开心网     | 网页端 |                             |
| 三国群英传：霸王之业 | 2017年6月     | 星辉天拓   | 移动端 |                             |
| 三国群英传M          | 2020年2月     | 宇峻奧汀   | 移动端 | 三国群英传Online手游版      |
| 三国群英传：国战版   | 2024年7月10日 | 宇峻奧汀   | 移动端 | [ 5 ]                       |

### 三國群英傳M
《三國群英傳M》以忠實還原「三國群英傳Online」為目標，掌握原始美術風格、職業、打寶吃王、武魂、國戰等核心玩法，並調整為適合手機使用者的操作與介面。本作采用了經典橫向捲軸玩法，共有101張地圖和53位三國武魂。
本作为系列正統手遊，將「三國群英傳Online」的要素在手機上高度還原。其中的「自動戰鬥」系统是從端遊移植來的完善的自動掛機功能，玩家可以自由設定施放技能的順序、補血的時機、使用的BUFF、根據條件設定自動回城賣掉指定道具、購買補給品後繼續掛機，讓玩家可以單純享受「打寶」的樂趣。此外还有超高自由度的「擺攤系統」实現玩家间交易。本作移植了「三國群英傳Online」的主打玩法「萬人國戰」，还因應手機版本製作了全新的「國戰指揮系統」，軍團中的團長和參謀可以在國戰開啟前預先分隊、分配進攻以及防守目標，國戰開始後輕鬆發布「指揮軍令」讓所有參與國戰的夥伴可以快速了解自己應該要前往的區域，用最短的時間投入戰場。
本作中，所有裝備的「裝備次數限制」被移除，大部分裝備的「等級限制」也被移除，並且將加持裝備的公式統一，簡化了強化配方的素材需求，每件裝備都有機會變成神兵利器。 
| 版本·資料片(台版)      | 測試時間       |
| ---------------------- | -------------- |
| 正式營運               | 2020年2月18日  |
| 兵臨城下               | 2020年3月31日  |
| 戰就對了               | 2020年7月7日   |
| 至尊登場，再創巔峰     | 2020年10月27日 |
| 跨天下戰四方           | 2021年1月26日  |
| 兵皇撼世               | 2021年5月11日  |
| 鴻圖霸業               | 2021年8月3日   |
| 臥龍擎天，百日覺醒     | 2021年10月19日 |
| 全職解放，踏破千軍     | 2022年1月11日  |
| 霹靂震山河，群雄爭天下 | 2022年4月19日  |
| 劍鋒所指，全軍出擊     | 2022年7月26日  |
| 雙11嘉年華，驚雷參上   | 2022年11月1日  |
| 建獨斷之明，出眾人之表 | 2023年2月21日  |